# Autismespectrumstoornis bij meisjes en vrouwen
Wetenschappelijk onderzoek en klinische ervaring tonen aan dat autismespectrumstoornis (ASS) bij vrouwen zich anders uit dan bij mannen. Het gedragsbeeld (de temperament- en karakterdimensies) van vrouwen met ASS is anders dan mannen met ASS. Daarnaast zijn de kenmerken van ASS bij vrouwen met (boven)gemiddelde intelligentie vaak subtieler en minder zichtbaar. Hoewel onderzoek deze klinisch relevante tendens volgt, blijft wetenschappelijk bewijs voorlopig uit. Ondanks aanwijzingen bestaat er nog veel onduidelijkheid over welke kenmerken verschillen tussen mannen en vrouwen met ASS en of de wetenschap de vrouwelijk verschijningsvorm van ASS, of het vrouwelijk autisme-fenotype, wetenschappelijk kan aantonen.

## Geschiedenis van ASS bij meisjes en vrouwen
In 1944 schreef Hans Asperger, de naamgever van het Syndroom van Asperger: 'Het is fascinerend om te zien dat bijna alle autistische kinderen die we zien bijna allemaal jongens zijn.' Hij beschreef de autistische persoonlijkheid als 'een extreme variant van mannelijke intelligentie en mannelijk karakter'. 
De eerste onderzoeken naar autisme werden voornamelijk bij mannen uitgevoerd. Ook nu nog doen onderzoekers vooral onderzoek bij mannen of gemengde groepen met (mogelijk) ASS, omdat veel minder vrouwen (mogelijke) ASS hebben. Hun aantallen zijn vaak te laag voor statische analyse en betrouwbare uitspraken, waardoor er veel meer is bekend over ASS bij mannen dan bij vrouwen.

## Verschillen tussen vrouwen en mannen met ASS
Autisme is een spectrumstoornis en elke persoon met autisme is uniek in zijn/haar eigen uiting. In de basis is ASS hetzelfde bij vrouwen en mannen: problemen met sociale interactie, communicatie en zich vasthouden aan patronen of structuren. Tussen mensen met ASS bestaan grote verschillen in kenmerken van ASS en deze fluctueren sterk in de tijd en per leeftijdsfase. Bovendien kan een bijkomende stoornis (comorbiditeit), zoals een verstandelijke beperking, ADHD, overspannenheid, depressie of angststoornis, het beeld van ASS sterk kleuren. Kenmerken van ASS zijn dus niet universeel, zeer divers en manifesteren zichzelf dus niet op dezelfde manier. Een opsomming van verschillen tussen vrouwen en mannen met ASS vanaf 48 maanden:

### Sociaal-communicatieve vaardigheden
Tussen mannen en vrouwen met ASS lijken geen substantiële sekseverschillen in sociale en communicatieve beperkingen te bestaan. Op het gebied van sociaal en communicatieve vaardigheden lijken vrouwen ogenschijnlijk beter te functioneren door compensatiegedrag, waardoor zorgverleners het lastig hebben eventuele beperkingen duidelijk vast te stellen.

#### Wederkerigheid in contact
Vanaf 4 jaar zijn meisjes met ASS meer geneigd sociale verbondenheid te zoeken, soms op een claimende en dwingende manier of soms op een volgende manier, en jongens met ASS zijn in het algemeen wat meer teruggetrokken. Op jonge leeftijd stimuleren ouders meisjes met ASS onbewust om zich ‘socialer’ te gedragen (zoals helpen, delen en troosten) en niet buiten de groep te vallen als jongens met ASS, waardoor ze actiever en vaardiger en minder teruggetrokken zijn dan jongens met ASS in het sociale contact.
Omdat ouders het gedrag van jongens met ASS minder problematisch zien, gaan jongens functioneler contact aan, hebben ze minder contacten, kortere vriendschappen en meer moeite met het begrijpen en interpreteren van sociale signalen, zoals lichaamstaal en gezichtsuitdrukkingen.

#### Non-verbale communicatie
In tegenstelling tot mannen gebruiken veel vrouwen met ASS in hun compensatiegedrag non-verbale communicatie, maar ze kennen niet altijd de betekenis hiervan. Complicerend voor veel vrouwen met ASS is wanneer de verbale boodschap niet overeenkomt met de non-verbale signalen.

#### Vriendschappen en relaties
Vooral meisjes hebben al jongs af een sterke drang te ‘pleasen’ en de ‘aangeleerde’ behoefte aan vriendschappen waarin vrienden en vriendinnen hen accepteren en waarderen. Afwijzing van vriendschappen komt minder voor dan bij jongens met ASS. Wel hebben ze meer moeite met het onderhouden van vriendschappen en zijn ze over het algemeen minder tevreden met hun sociale contacten dan mannen met ASS. Meisjes met ASS zijn soms te goed van vertrouwen, hebben vaak een zekere naïviteit en kunnen de interesses van leeftijdsgenootjes vaak niet bijhouden, waardoor ze eerder aansluiting vinden bij jongere kinderen. Vrouwen met ASS beschouwen iemand die ze maar één keer per jaar zien als vriend of vriendin, terwijl diegene dit niet omschrijft als vriendschap. Vrouwen zonder ASS ervaren contacten veelal als ontspannend, terwijl vrouwen met ASS dit als zeer vermoeiend ervaren.

### Stereotype spraak
Meisjes met ASS hebben imiteertalent en zijn meer dan jongens met ASS geneigd om mensen te imiteren en doen dat vaak heel letterlijk op precies dezelfde manier en met dezelfde intonatie. Meisjes en vrouwen met ASS hebben ook de neiging om vaste beginzinnen of handige standaardzinnetjes te gebruiken.

### Routines, rituelen en moeite met verandering
Over het algemeen hebben kinderen met ASS moeite met onvoorspelbaarheid. Onderzoek bij zeer jonge kinderen laat zien dat meisjes met ASS minder stereotiep en repetitief gedrag vertonen dan jongens met ASS. Onderzoek bij oudere kinderen en volwassenen met ASS laat op dit gebied nog geen sekseverschillen zien.

### Beperkte en stereotype interesses, fascinaties, preoccupaties en fixaties
Net als mannen met ASS hebben vrouwen met ASS vaak intense interesses en kunnen ze volledig opgaan in een bepaald onderwerp of hobby. Bij vrouwen met ASS valt dit minder op. Mannen vertonen vaak gespecialiseerde interesses in mechanische of technische onderwerpen, zoals spoorboekjes, landkaarten (“hij kent alle hoofdsteden van de wereld uit zijn hoofd”), waterleidingen, computers en dinosauriërs, terwijl vrouwen over het algemeen bredere en minder vreemde, excentrieke en ongewone interesses hebben, zoals literatuur, mode, prinsen en prinsessen, dieren (“ze is helemaal gek van paarden”) of muziek. Deze sekseverschillen zijn nog niet zichtbaar bij kinderen jonger dan 6 jaar.

### Sensorische over- en ondergevoeligheid
Over verschil van gevoeligheid tussen meisjes en jongens met ASS is nog weinig bekend. Vrouwen met ASS zijn gevoeliger voor sensorische stimuli (prikkels), zoals geluid, licht, geur, smaak en textuur, dan mannen met ASS. Deze sensorische overgevoeligheid maakt vrouwen met ASS enorm kwetsbaar voor overbelasting en burn-out. Naast overgevoeligheid kan ook sprake zijn van ondergevoeligheid voor honger, dorst, verzadiging, pijn en ziek-zijn.

### Copingstijl
Er bestaat een verschil in copingstijlen bij mannen en vrouwen. Bij een probleem richten meisjes zich vooral op de negatieve emotie bij de ander terwijl jongens zich vooral richten op het bieden van een oplossing.

### Verbergen, camoufleren en maskeren van autismesignalen
Vanaf kleutertijd gedragen meisjes met ASS zich vaak socialer dan jongens met ASS, omdat ze mogelijk beter inzicht hebben in sociale regels waardoor ze hun ASS (oppervlakkig) kunnen camoufleren. Ze leren zichzelf trucjes aan, zoals adequaat oogcontact maken (of dit komt zo over), ‘aankijken als de ander jou aankijkt en wegkijken wanneer de ander wegkijkt', belangstelling tonen, persoonlijke vragen stellen, luisteren naar het antwoord en expressieve non-verbale communicatie tonen zoals, overdreven gebaren, vlakke gelaatsexpressie (mimiek) en lichaamstaal op een ‘juiste’ manier.
Mensen met ASS noemen als redenen voor camoufleren: erbij horen, meer kans op baan of levenspartner, vermijden van discriminatie, pesten en negatieve reacties en meer sociale contacten.

### Compenseren en kopiëren van gedrag
Vrouwen met ASS compenseren hun communicatieve beperkingen beter dan mannen met ASS. Vrouwen met ASS doen vaak aan ‘sociale echolalie’: ze observeren anderen en proberen hen te begrijpen door analyse en redenering, ook als het gaat om gevoelsonderwerpen zoals het intuïtief aanvoelen van andere mensen.
Vervolgens doen ze aan ‘sociale preoccupatie’: ze ontwikkelen een 'encyclopedie', 'database' of 'handleiding' over mensen en sociale processen en bedenken imitatie- of kopieergedrag, zoals hoe ze in welke situatie moeten reageren om beter te integreren in sociale groepen. Echter, het onderliggende ‘begrip’ van sociale relaties ontbreekt en hun sociaal gedrag is oppervlakkig en aangeleerd door analyse en redenatie.
Naarmate de tijd vordert, komen meisjes en vrouwen met ASS dan ook socialer, communicatiever, expressiever, minder rigide over en tonen meer sociale interesse. Door hun (vrouwelijke vorm van) ASS (sociale echolalie en sociale preoccupatie) lijken ze ogenschijnlijk minder autistisch en krijgen ze mogelijkheden om te functioneren binnen opleiding en werk. Voor hun omgeving lijken ze sociaal te kunnen ‘zijn’, maar dat vraagt iets wat niet van nature bij hen hoort: sociaal zijn. Dit aangeleerde “sociaal-zijn” (‘Putting on My Best Normal’ ) tegenover het eigen anders-zijn , vereist hard werken, veel energie, ‘op tenen lopen’, veel stress, veel hersteltijd, overschrijden en vervagen van eigen grenzen. Dit behoedt niet voor sociale situaties waarin analyseren niet lukt , angst, machteloosheid, controleverlies, somberheid, minderwaardigheidsgevoelens, identiteitscrisis, emotionele uitputting, ontlading, vastlopen in het leven en zelfs autistische burn-out. Vrouwen met ASS hebben vaker last van een autistische burn-out dan mannen met ASS. Dit gebeurt niet omdat vrouwen met ASS niet hun best doen, maar omdat ze het gewoon niet aankunnen.

### Empathie, emotieregulatie en verbeelding
Veel vrouwen met ASS hebben een sterke empathie en zijn gevoeliger voor de emoties dan mannen. Vrouwen met ASS hebben vaak meer voorstellingsvermogen of verbeeldingskracht en kunnen zich beter inleven in fictieve scenario's dan mannen met ASS. Vrouwen met ASS lijken soms beter in staat te zijn om hun emoties te uiten en te begrijpen dan mannen met ASS. In de klinische praktijk vinden veel vrouwen met ASS dat ze té empathisch zijn. Ze vergelijken zichzelf met een 'spons' die alle emoties van anderen overneemt, hierin verdwijnt en hiervan moeilijk loskomt. Kleine meisjes met ASS lijken ook te vervloeien met de emoties van andere kleuters, wat zorgverleners soms verwarren met hoogsensitiviteit.

### Rollen in het dagelijks leven
Vrouwen met ASS hebben veel verschillende rollen in het dagelijks leven waardoor ze een hoog risico lopen op overbelasting, terwijl mannen met ASS minder rollen in het dagelijks leven hebben. Overbelasting bij vrouwen komt voort uit hun mate van gedetailleerdheid, moeite met het overzien van situaties, moeite met verandering en schakelen tussen verschillende taken.

### Bijkomende stoornissen
Over het algemeen blijkt uit internationaal onderzoek dat een comorbide stoornis bij ASS eerder regel dan uitzondering is. Ongeveer 60-80% van de mensen met ASS heeft comorbide problemen. Onderzoek laat wel en geen verschillen zien in bijkomende stoornissen tussen volwassen mannen en vrouwen met ASS. Bij hoogfunctionerende meisjes met ASS werden wel meer psychiatrische bijkomende stoornissen gevonden dan bij hoogfunctionerende jongens met ASS.

### Rumineren (herhaaldelijk overdenken)
Vrouwen met ASS blijven vaker hangen in hun emoties dan mannen met ASS. Verder is er regelmatig sprake van piekeren. Verder hebben de neiging tot rumineren: langdurig en herhaaldelijk nadenken over gedachten en problemen.

### Eerste autismesignalen
Nederlandse onderzoekers zien als eerste autismesignalen bij vrouwen met ASS vaker dan bij mannen met ASS automutilatie (zelfbeschadigend gedrag) en een ongewone reactie bij aanraking, smaak of visuele prikkeling dat er iets ‘niet pluis’ is. Ze zien repetitieve bewegingen en ongewone interesse in bepaalde voorwerpen vaker bij jongens en mannen als eerste reden tot zorg. Ander onderzoek laat een andere combinatie van problemen zien: zorgverleners zien vaker een combinatie van angst, dwang en somberheid bij meisjes, terwijl jongens meer gedragsproblemen hebben . Binnen de groep kinderen bij wie zorgverleners op jonge leeftijd ASS vaststellen, vertonen meisjes ernstigere symptomen en grotere Ontwikkelingsachterstanden dan jongens.

### Verstandelijke beperking
Over het algemeen heeft 30% van de mensen met ASS een verstandelijke beperking. Meisjes en vrouwen met ASS hebben vaker een verstandelijke beperking dan jongens en mannen met ASS.

### Woonsituatie en inkomen
Mannen met ASS wonen vaker (29%) bij ouders of familie dan vrouwen met ASS (20%). Voor 38% van de mannen en 24% van de vrouwen is inkomen uit arbeid de belangrijkste bron van inkomsten.

## Epidemiologie van ASS bij meisjes en vrouwen

### Man-vrouwverhouding
Lange tijd is gedacht dat ASS ongeveer acht tot tien keer vaker voorkomt bij mannen dan bij vrouwen, maar onderzoekers vinden steeds meer bewijs dat vrouwen met ASS verkeerd gediagnosticeerd en ondergediagnosticeerd worden, vanwege verschillen in symptomen, gedragspatronen en het vermogen om sociale tekortkomingen te camoufleren. Recente studies suggereren dat de werkelijke man-vrouwverhouding dichter bij 4:1 ligt dan lang werd aangenomen op. Het Centraal Bureau voor de Statistiek (CBS) concludeert zelfs dat ASS ongeveer 2 keer zo vaak voorkomt bij jongens dan bij meisjes. Factoren zoals leeftijdsgroep (grootste verschil tussen jongens en meisjes van 0 tot 10 jaar) en intelligentieniveau (de verhouding bij mensen met een verstandelijke beperking ligt op 2:1) verklaren de variantie in de man-vrouwverhouding. Zorgverleners stellen de diagnose ASS blijkbaar vaker bij zwakbegaafde vrouwen dan bij (boven)gemiddeld intelligente vrouwen.

### Cijfers
Aanwezigheid van ASS in de Nederlandse bevolking is de afgelopen decennia zeer sterk toegenomen. Rond 1960 was het 0,025%, later 0,05% en 0,6%, maar nu wordt aangenomen dat ongeveer 1% van de Nederlandse bevolking lijdt aan ASS. Oorzaken van deze sterke toename in ASS-diagnoses: eerdere herkenning, beter onderzoek en diagnostiek, verruiming van de criteria voor ASS in DSM-5 en steeds hogere eisen van de maatschappij aan sociale en communicatieve vaardigheden, flexibiliteit en zelfredzaamheid. Verschillende schattingen komen uit 42.550 tot 55.000 vrouwen met ASS in Nederland, maar echt betrouwbare cijfers bestaan niet en vermoedelijk ligt het aantal veel hoger. 50 tot 80% van de mensen met ASS is normaal- tot hoogbegaafd. Dit betekent dat er zo’n 20.000 à 30.000 normaal tot (boven)gemiddeld intelligente vrouwen met ASS in Nederland zijn.

## Mogelijke verklaringen voor verschil in man-vrouwverhouding
De wetenschap heeft tot nu toe geen goede verklaring voor het verschil in man-vrouwverhouding en is op zoek naar de exacte oorzaak voor het ontstaan van ASS bij mannen en vrouwen . Verschillende onvoldoende onderzochte theorieën zijn:
- Biologische verschillen: mogelijk spelen biologische verschillen tussen mannen en vrouwen een rol het ontstaan van ASS. Zo wordt gedacht dat het vrouwelijk chromosoom X een beschermende rol speelt bij vrouwen tegen ASS en dat de blootstelling aan het hormoon testosteron tijdens de zwangerschap hoger is bij jongens dan bij meisjes .
- Sociale factoren: vrouwen met ASS zouden zich beter kunnen aanpassen aan de verwachtingen van de maatschappij en hun symptomen beter kunnen verbergen .

## Diagnosestelling
Moment van diagnose: gewoonlijk kunnen zorgverleners ASS betrouwbaar vanaf de leeftijd van 2-3 jaar vaststellen en onderzoek wijst uit dat vroegtijdige herkenning en behandeling van ASS effectief zijn voor de ontwikkeling van het kind. Bij meisjes begint ASS vaak pas op te vallen als ze naar de middelbare school gaan, later dan bij jongens.

### A-typisch beeld
Meisjes kunnen, zelfs op jonge leeftijd, een atypisch beeld laten zien in vergelijking met jongens. Ze hebben vaak een hoger 'schattigheidgehalte’, wat de omgeving 'verblindt' voor het waarnemen van ASS-kenmerken of op eerste gezicht lijkt sprake te zijn van sociale gerichtheid, fantasiespel of gebruik van gebaren en mimiek.

### Compensatiemechanismen
Zorgverleners moeten alert zijn op compensatiemechanismen voor sociale en communicatieve problemen bij vrouwen met ASS, waardoor gedragsobservaties soms onvoldoende zicht geven op de aanwezige problematiek.
Let op problemen met het begrijpen en interpreteren van sociale signalen, het onderhouden van sociale relaties, het maken van vrienden, gespecialiseerde interesses en preoccupaties, overbelasting door gevoeligheid voor zintuiglijke prikkels en moeite met verandering. A specifieke klachten zoals vermoeidheid, lichamelijke klachten, slaap- en eetproblemen hangen zijn vermoedelijk gerelateerd aan het voortdurende observeren, imiteren en dus aanpassen aan de omgeving, wat leidt tot verdere overprikkeling. De zorgverlener zal meer en andere diagnostische vragen stellen en letten op de kwaliteit van vaardigheden. Niet zozeer een ‘afwezigheid’ in sociaal gedrag, maar eerder weinig variatie in vaardigheden.

### Levensveranderingen
ASS bij vrouwen is vooral merkbaar in nieuwe situaties, bij levensveranderingen (zoals werk, relatie, kinderen of pensionering), in verlies of afwezigheid van steun en in de hersteltijd die nodig is na sociale interactie.

### Non-verbale communicatie
Bij onderzoek naar non-verbale communicatie bij vrouwen met ASS, is het belangrijk om verder te kijken dan observaties van het non-verbale gedrag van de persoon zelf, maar ook te vragen naar het begrijpen van non-verbale signalen van anderen.

## Onderdiagnose, misdiagnose en vertraagde diagnose van ASS bij meisjes en vrouwen
In het algemeen kan het vaststellen van de diagnose ASS zeer complex zijn. Bij vrouwen met ASS kan dit leiden tot onderdiagnose, misdiagnose en vertraagde diagnose, wat ertoe leidt dat zorgverleners geen, verkeerde of te late diagnose stellen en zodoende hoge lijdensdruk op meerdere levensgebieden ontstaat:

### Onderdiagnose (geen diagnose)

#### Diagnostische bias in meetinstrument
Diagnostische instrumenten weerspiegelen eigenlijk de mannelijke variant van ASS en zijn daardoor minder gevoelig voor meisjes en vrouwen. Voor gelijkwaardige autisme-achtige kenmerken geldt dat vrouwen hier minder vaak aan voldoen en dus minder vaak de diagnose ASS krijgen. Vrouwen die wel de diagnose ASS krijgen, hebben volgens zeer veel onderzoekers meer en ernstige autismekenmerken. Mogelijk houden diagnostische meetinstrumenten minder rekening met het beter camoufleren, maskeren en compenseren door vrouwen met ASS en zijn daardoor minder gevoelig bij vrouwen met ASS.

#### Interpretatie bias bij zorgverlener (‘doctor bias’)
Diagnostiek bij vrouwen is een lastige puzzel. Zorgverleners zonder specialistische kennis en ervaring associëren ASS met stereotiep mannelijke gedragskenmerken van hoe ASS eruit zou moeten zien, waardoor ze autismesignalen bij vrouwen vaak over het hoofd zien of verkeerd interpreteren. Omdat ASS minder vaak voorkomt bij vrouwen, komen zorgverleners minder op het idee dat ASS achter symptomen van depressie of angst zou zitten.

#### Onvoldoende zicht op beperkingen
Beperkingen in de sociale interactie en sociale communicatie zijn niet direct zichtbaar vanwege compensatiemechanismen bij vrouwen met ASS, waardoor gedragsobservaties soms onvoldoende zicht geven op de aanwezige problemen.

### Misdiagnose (verkeerde diagnose)

#### Minder zware diagnose
Zorgverleners beoordelen de ernst van autismeklachten bij meisjes en vrouwen vaak onterecht als minder zwaar of geven hiervoor een andere verklaring.

#### Verkeerde diagnose
Over het algemeen heeft 1 op 3 volwassenen met ASS ten minste één misdiagnose gehad. 45% van de vrouwen met ASS heeft een grotere kans om als eerste een verkeerde diagnose te krijgen dan mannen met ASS. Ze krijgen bijvoorbeeld de diagnose angst-stemmingstoornis, eetstoornis, obsessief-compulsieve stoornis, narcistische persoonlijkheidsstoornis, borderline-persoonlijkheidsstoornis, verstandelijke beperking, epilepsie, depressie of chronische vermoeidheid. Mannen krijgen vaak de diagnose ADHD, omdat het moeilijk te onderscheiden is van ASS.

#### Bijkomende stoornis op de voorgrond
Aanwezigheid van een comorbide stoornis kan het beeld op ASS vertroebelen. Vrouwen met ASS ontwikkelen vaak ook andere klachten, zoals angst- of eetstoornissen, waardoor de zorgverlener vooral deze (secundaire) klachten ziet en ASS over het hoofd ziet.

#### Moeilijk onderscheid tussen ASS en andere stoornissen
Combinatie van ASS en problemen met emotieregulatie lijken op een borderline-persoonlijkheidsstoornis of op een meervoudig complexe ontwikkelingsstoornis (MCDD). Het onderscheid tussen MCDD en ADHD is ingewikkeld.

### Vertraagde diagnose

#### Diagnostische tijdsverschil
De meeste onderzoeken vinden geen verschil tussen het moment waarop zorgverleners ASS bij mannen en vrouwen vaststellen. Een Nederlands onderzoek vond ook geen verschil tussen mannen en vrouwen. Een ander grootschalig Nederlands onderzoek vond echter dat volwassen vrouwen zonder bijkomende stoornis (comorbiditeit) pas op latere leeftijd de diagnose ASS kregen dan mannen met ASS. Uit onderzoek blijkt wel én niet dat zorgverleners ASS eerder herkennen bij meisjes met een verstandelijke beperking en/of gedragsstoornis. Uit ander onderzoek blijkt dat zorgverleners de diagnose ASS bij jongens op de leeftijd van 3.9 jaar en bij meisjes op 4.1 jaar. Dus niet veel later.

#### Bijkomende problematiek
Uit onderzoek blijkt dat zorgverleners ASS bij vrouwen vaak pas vaststellen na een ‘autistic meltdown’ of ‘autistic shutdown’, als gevolg van bijkomende problematiek zoals chronische stress, vermoeidheid, angst en somberheid. Vaak ervaren vrouwen met ASS eerst een ernstige psychologische crisis voordat ze de diagnose ASS krijgen. Veel vrouwen van 50 jaar en ouder worstelen hun hele leven met problemen zonder te weten wat de oorzaak is.

## Diagnostische testen voor meisjes en vrouwen met ASS
- Autism-Spectrum Quotient (AQ): Omdat de AQ is gebaseerd op mannelijke gedragskenmerken van ASS, moet de AQ met enige terughoudendheid worden gebruikt bij het screenen op ASS bij vrouwen.[64]
- Intelligentietest: sommige vrouwen met ASS maken een laag-intelligente indruk. De ervaring leert dat een intelligentietest nuttig is om in te schatten wat hun werkelijke cognitieve vermogens zijn. Meestal zijn ze beter ontwikkeld dan men op basis van observaties zou vermoeden.[40]
- Observatie en interview: ‘Autism diagnostic observation schedule’ (ADOS) en ‘Autism diagnostic interview-revised’ (ADI-R) zijn nog niet goed onderzocht bij vrouwen met klachten en symptomen van ASS.[12] Bij 20,7% hoogfunctionerende vrouwen en 57.6% hoogfunctionerende mannen toonde de ADOS wel ASS aan. Onderzoekers schrijven het gebrek aan gevoeligheid toe aan de hoge intelligentie van deze vrouwen en mannen om de beperkingen van ASS te compenseren [51]. Omdat observaties alleen vaak te weinig informatie geven, zijn observatie-instrumenten zoals ADOS waarschijnlijk niet voldoende valide voor de diagnostiek bij vrouwen met ASS.[2]

## Bijkomende stoornissen van ASS bij meisjes en vrouwen
Bij ongeveer 70% van de vrouwen met ASS is sprake van een andere diagnose náást ASS. Meisjes en vrouwen met ASS hebben vaker lichamelijke klachten (zoals slaapproblemen, hoofdpijn, allergieën en maag/darmklachten) dan jongens en mannen met ASS. Uit recent onderzoek blijkt dat hoe meer een vrouw camoufleert, hoe groter het risico op ontwikkelen van angststoornissen, depressie, eetstoornissen en zelfs suïcidaliteit is.
Enkele veelvoorkomende bijkomende aandoeningen bij vrouwen met ASS, waarbij opgemerkt dat niet alle vrouwen met ASS dezelfde bijkomende klachten hebben:
- Sociaal-emotioneel welbevinden: Meisjes en vrouwen met ASS geven aan vaker ongelukkig te zijn dan jongens en mannen met ASS.[23]
- Verstandelijke beperking: vrouwen met ASS zijn vaker zowel autistisch als verstandelijk beperkt dan mannen met ASS.[65] Meisjes en vrouwen met ASS (en een bijkomende verstandelijke beperking) hebben vaker epilepsie dan jongens en mannen met ASS. Ze reageren vaker niet goed op behandeling voor epilepsie.[20]
- Angst en depressie: hoewel veel onduidelijkheid bestaat over verschillen tussen mannen en vrouwen in bijkomende problematiek, wordt wel gesuggereerd dat vrouwen met ASS mogelijk meer onder druk staan om ‘normaal’ sociaal gedrag te laten zien.[23]
- Eetstoornissen: Over het algemeen heeft meer dan 80% van de mensen met ASS een eetprobleem.[66] Meisjes en vrouwen met ASS hebben meer kans op bijkomende eetstoornissen dan jongens en mannen met ASS.[20][67]Uit onderzoek blijkt dat 1 op de 4 vrouwen met anorexia nervosa of een eetstoornis ook ASS heeft.[16] Kinderen met ASS zijn bijzonder goed in afvallen omdat ze kunnen doorzetten. Afvallen wordt snel een fixatie, vooral als het hongergevoel minder wordt. Ze raken in een prettige roes, die voor hen een beloning is.[67][68] De prognose van mensen met een combinatie van ASS en anorexia nervosa lijkt relatief slechts te zijn. Aanwezigheid van ASS is een van de belangrijkste voorspellers voor chronisch verloop van anorexia nervosa.[27] Oorzaken lijken een sterke sensorische prikkelgevoeligheid, drukte, eetbuien, rituelen, stress en verwarring, obsessieve gedachten of problemen met lichaamsbeeld te zijn.[68]
- Suïcidaliteit: 14% van de vrouwen met ASS doet een of meer suïcidepogingen, vergeleken met 6% mannen met ASS. Dit is dertien keer zo vaak als vrouwen zonder ASS. Van de vrouwen met zowel ASS als ADHD doet 20% minimaal één poging. Een verklaring is dat vrouwen pas de diagnose ASS krijgen vanwege hun grote lijdensdruk, omdat ze hun ernstige klachten niet meer kunnen camoufleren en compenseren. Pesten is ook een belangrijke risicofactor voor suïcidaliteit.[35][69]
- Probleemgedrag: Meisjes met ASS hebben vaker bijkomende internaliserende problemen (zoals gevoelens van angst, somberheid, depressiviteit en minderwaardigheid), terwijl jongens met ASS vaker bijkomende externaliserende problemen hebben (zoals oppositioneel gedrag, boosheid en hyperactiviteit).[12] Door het internaliserende gedrag van meisjes met ASS vallen zijn minder op ten opzichte van jongens met ASS.[70]

## Gevolgen van ASS bij meisjes en vrouwen
Problemen met sociale communicatie en interactie, flexibiliteit en zintuigelijke gevoeligheid bij vrouwen beïnvloeden de dagelijkse activiteiten, het sociale leven en de algehele kwaliteit van leven, hoewel dit van per vrouw kan verschillen. Vrouwen met ASS hebben ook sterke punten, zoals probleemoplossend vermogen en aandacht voor detail, hoge concentratieniveaus, betrouwbaarheid en loyaliteit, technische kwaliteiten en specialistische interesses en vindingrijkheid.
Enkele nadelige gevolgen van ASS voor meisjes en vrouwen:
1. Uitsluiting: de algemene angst voor uitsluiting onder mensen met ASS is groot.[32] Het kan moeilijker zijn voor meisjes met ASS om zich ‘thuis’ te voelen bij andere meisjes. Ze begrijpen de sociale hints en subtiliteiten in communicatie niet altijd en volgen vaak niet de subtiele cultuur van meisjes met bijbehorende communicatie (roddelen, uitlachen, negeren, kliekjes vormen) waardoor ze kwetsbaarder zijn.[21][71][10]
2. Eenzaamheid: over het algemeen wordt eenzaamheid vaak gerapporteerd bij zowel kinderen als volwassenen met ASS.[7] De meeste vrouwen piekeren over het leggen van nieuwe contacten, maar nemen niet altijd het initiatief. Eenzaamheid ligt op de loer.[72][73][74]
3. Schakelproblemen: Vaak gaan vrouwen met ASS sterk op in de ene situatie (bijvoorbeeld het werk) en hebben ze moeite met omschakelen naar een andere situatie (thuis). Ze hebben moeite met het overzien van situaties, veranderingen en het plannen van dagelijkse activiteiten.[12][75][76]
4. Sociale-, concentratie- en denkproblemen: meisjes met ASS hebben meer sociale problemen, concentratieproblemen en denkproblemen dan jongens met ASS. Sociale problemen kunnen worden verklaard doordat meisjes met ASS meer last hebben van het mislukken van sociale interacties dan jongens met ASS. Meisjes met ASS zijn meer sociaal georiënteerd dan jongens en stellen hogere eisen aan hun relaties.[45][77]
5. Negatief zelfbeeld en identiteit: omgaan met de uitdagingen van ASS kan van invloed zijn op het zelfbeeld en de zelfacceptatie van meisjes en vrouwen met ASS.

## Behandeling van ASS bij meisjes en vrouwen
Lange tijd werd gedacht dat behandeling bij mensen met ASS niet mogelijk was, omdat het een neurobiologische aandoening is. Inmiddels is bekend dat behandeling van co-morbide problemen vaak wel mogelijk is. In Nederland behandelen zorgverleners jongens met ASS meer dan vier keer vaker dan meisjes met ASS. Jongens met ASS hebben meer toegang tot ondersteunende voorzieningen dan meisjes met ASS. De effectiviteit van behandeling voor meisjes en vrouwen met ASS is nog vrijwel niet wetenschappelijk onderzocht en ervaringen zijn voornamelijk gebaseerd op de klinische praktijk.
Groepstherapie of training om flexibeler en socialer te worden is vaak niet de oplossing. Vrouwen met ASS kunnen de perfecte patiënt zijn in therapie, maar kunnen er thuis niets mee.
Behandelingen om te stoppen met camoufleren en compenseren werken beter en onderzoeken wie iemand werkelijk achter de maskers is.
Relatief veel vrouwen met ASS hebben praktische problemen op verschillende levensgebieden, zoals zelfzorg, opvoeden van kinderen en huishoudelijk werk. Voordat ruimte ontstaat voor behandeling van comorbiditeit en prikkelgevoeligheid, moet praktische coaching stabiliteit aan de thuissituatie geven.
Tijdens de behandeling van ASS kan de comorbide problemen vaak niet los hiervan gezien worden. Daarom passen zorgverleners op ASS aangepaste vormen van cognitieve gedragstherapie (CGT), EMDR en mindfulness vaak toe. De focus van dergelijke behandelingen ligt meestal op het aanpakken van stemmingsstoornissen, angststoornissen, problemen met stressregulatie en trauma-gerelateerde klachten:
1. Psycho-educatie: psycho-educatie kan vrouwen met ASS helpen begrijpen waarom bepaalde situaties zo moeilijk (zijn) verlopen [40], maar uit onderzoek blijkt dat dit weinig helpt bij het accepteren van de diagnose ASS.[81] Gangbare psycho-educatie sluit niet zo goed aan bij de specifieke behoefte van vrouwen met ASS, maar meer langdurige en diepgaande psycho-educatie geeft vrouwen handvaten (vaardigheden, kennis en vertrouwen) om hun leven in eigen hand te nemen.[82][7][30]
2. Mindfulness: klinische observaties na mindfulness-sessies tonen aan dat vrouwen iets vaker zeggen beter hun grenzen aan te voelen, terwijl mannen het stoppen van gedachten makkelijker kunnen.[46][83] Bij overbelasting lijkt mindfulness geschikter, omdat het herkennen van gedachten en gevoelens op die momenten vaak te veel vraagt en juist meer overbelasting geeft.[40]
3. Cognitieve gedragstherapie (CGT): er is weinig tot geen onderzoek gedaan naar CGT bij mensen met een ASS.[53] Deze richt zich op het verminderen klachten en comorbide stoornissen, het vergroten copingvaardigheden en zelfregulatie en het bevorderen constructief gedrag en zelfacceptatie. Voor een negatief zelfbeeld en comorbide problemen, zoals een paniekstoornis of sociale angststoornis, kan cognitieve gedragstherapie geschikt zijn.[40]
4. Eye movement desensitization and reprocessing (EMDR): voor verwerken van traumatische ervaringen uit het verleden, zoals pesten, en angstklachten.[40] Wetenschappelijk onderzoek naar het effect van EMDR bij mensen met ASS is beperkt, maar een eerste onderzoek bij volwassenen met ASS laat veelbelovende resultaten zien.[63]
5. Acceptance and commitment therapy (ACT): bepalen welke waarden belangrijk zijn in het leven van een vrouw met ASS en welke keuzes ze maakt op basis van die waarden. ACT helpt ook om dingen te accepteren die ze niet meer kan veranderen.[33]
6. Socialevaardigheidstraining: staat in de top 5 van meest gevolgde behandelingen voor mannen met ASS. Er bestaan al lang twijfels over de doeltreffendheid van deze trainingen bij mensen met ASS. Ze zenden de boodschap uit dat iemand niet goed is zoals iemand is en ze moedigen autistische mensen aan hun autistische kenmerken te verbergen.[84]